# Miloš Kössler
Miloš Kössler (19. června 1884 Praha – 8. února 1961 Praha) byl český matematik.

## Biografie
Miloš Kössler se narodil 19. června 1884 v pražské rodině. V letech 1895–1903 studoval na Akademickém gymnáziu v Praze (nyní sídlícím ve Štěpánské ulici). Poté absolvoval filosofickou fakultu Univerzity Karlovy v Praze a v roce 1908 složil zkoušku učitelské způsobilosti pro výuku matematiky a fyziky na školách středních. Během studií jej výrazně ovlivnil profesor Karel Petr.
O učitelská místa byla v té době nouze, a tak Kössler zůstal několik let bez zaměstnání. Až v roce 1910 získal místo suplenta na gymnáziu v Domažlicích, o rok později pak v Praze na gymnáziu v Hálkově ulici na Vinohradech. Nehodlal však setrvat pouze na pozici suplenta, a věnoval se kromě výuky i vědecké práci. V roce 1920 se habilitoval a stal se soukromým docentem na přírodovědecké fakultě Univerzity Karlovy. V roce 1922 byl jmenován mimořádným profesorem a v roce 1927 řádným profesorem tamtéž. V té době se již plně věnoval přednášení na Univerzitě Karlově.
V akademickém roce 1935–1936 zastával pozici děkana přírodovědecké fakulty, v období 1939–1943 byl předsedou Jednoty českých matematiků a fyziků, v letech 1944–1949 byl hlavním tajemníkem Královské české společnosti nauk. V roce 1953 byl jmenován členem korespondentem ČSAV. Zemřel náhle 8. února 1961 v Praze.

## Tvorba
Miloš Kössler byl autorem více než 30 původních vědeckých statí. Jeho specializací byla teorie analytických funkcí a teorie čísel. Mezi jeho nejvýznamnější práce patří učebnice Úvod do počtu diferenciálního (1926), pojednání O rozvojích platných pro funkci analytickou v daném oboru I, II (1916, habilitační práce), či společný článek psaný s Vojtěchem Jarníkem O minimálních grafech, obsahujících n daných bodů (1934).